# Grand-Rozoy
Grand-Rozoy é uma comuna francesa na região administrativa de Altos da França, no departamento de Aisne. Estende-se por uma área de 12,45 km². Em 2010 a comuna tinha 307 habitantes (densidade: 24,7 hab./km²).